# 하종해
하종해(생몰년 미상)는 조선 중기의 의인(醫人)이다.

## 생애 및 활동사항
1501년(연산군 7) 4월 내의(內醫)로서 원자(元子)의 역질(疫疾)을 보호한 공으로 한 자급(資級) 더하여졌고, 1505년 7월 내의원 당상의관(堂上醫官)으로 승차되었다.
1506년(중종 1) 가선대부(嘉善大夫)에 승차되고, 1514년 정월 혜민서제조(惠民署提調)가 되었을 때 조신(朝臣)들이 제조는 재상으로 임명되는 것이 전례임을 들어 반대하였으나 왕이 받아들이지 않았다. 1515년 정월 숙의(淑儀) 나씨(羅氏)의 호산의(護産醫)로 약을 잘못 썼다고 하여 죄줄 것을 청하였으나, 왕은 의녀(醫女) 장금(長今)의 죄가 그보다 더 크다고 윤허하지 않았다.
1517년 7월 원자의 창진(瘡疹)을 치료하여 상을 받았고, 1530년 7월 내의원제조가 되고 1533년까지 내의원의관으로 왕실에 질병이 있을 때마다 진후(診候)하였다.